# أوجاد (شاخنات)
أوجاد (بالفارسية: اوجاد) هي مستوطنة تقع في إيران في قسم شاخنات الريفي. يقدر عدد سكانها بـ 89 نسمة .